# Klubi Futbollistik Feronikeli
Il Klubi Futbollistik Feronikeli, o semplicemente Feronikeli, è una società calcistica kosovara con sede nella città di Drenas (Glogovac). Milita nella Superliga e Futbollit të Kosovës, la massima serie del campionato kosovaro di calcio.

## Palmarès

### Competizioni nazionali
- Campionato kosovaro: 3

2014-2015, 2015-2016, 2018-2019
- Coppa del Kosovo: 3

2013-2014, 2014-2015, 2018-2019
- Supercoppa del Kosovo: 2

2015, 2019
- Liga e Parë: 1

2012-2013

### Altri piazzamenti
- Coppa del Kosovo:

Semifinalista: 2019-2020
- Supercoppa del Kosovo:

Finalista: 2016

## Statistiche

### Partecipazione alle competizioni UEFA
| Stagione | Competizione          | Turno                          | Club             | Casa       | Trasferta  | Complessivo |
| -------- | --------------------- | ------------------------------ | ---------------- | ---------- | ---------- | ----------- |
| 2019-20  | UEFA Champions League | Turno preliminare - semifinale | Lincoln Red Imps | Gara unica | Gara unica | 1-0         |
| 2019-20  | UEFA Champions League | Turno preliminare - finale     | FC Santa Coloma  | Gara unica | Gara unica | 2-1         |
| 2019-20  | UEFA Champions League | 1º turno preliminare           | The New Saints   | 0-1        | 2-2        | 2-3         |